# Haviland (intercommunale)
Haviland igsv is een streekintercommunale voor de 35 gemeenten in het arrondissement Halle-Vilvoorde. De organisatie heeft als missie om de sociale, economische en ecologische ontwikkeling van het arrondissement Halle-Vilvoorde te bevorderen. Tot april 2017 omvatte de organisatie ook een luik rond afvalbeleid, maar dat werd afgesplitst en ondergebracht in de afvalintercommunale Intradura. De intercommunale telde anno 2024 een 75-tal medewerkers.

## Overzicht deelnemende gemeenten
| - Affligem - Asse - Beersel - Bever - Dilbeek - Drogenbos - Galmaarden - Gooik - Grimbergen - Halle - Herne - Hoeilaart | - Kampenhout - Kapelle-op-den-Bos - Kraainem - Lennik - Liedekerke - Linkebeek - Londerzeel - Machelen - Meise - Merchtem - Opwijk - Overijse | - Pepingen - Roosdaal - Sint-Genesius-Rode - Sint-Pieters-Leeuw - Steenokkerzeel - Ternat - Vilvoorde - Wemmel - Wezembeek-Oppem - Zaventem - Zemst |

## Kerntaken
Haviland zet zich in op thema's die bijdragen aan de sociale, economische en ecologische ontwikkeling van de streek. Concreet biedt ze de volgende diensten aan de 35 deelnemende gemeenten:
- Milieu
- Bouwprojecten
- Ruimtelijke ordening
- GAS-overtreding
- Groepsaankopen
- Sociale tewerkstelling
- Juridische dienst
- Infrastructuur
- Bestuurlijke handhaving
- Subsidioloog
- Informatieveiligheid en GDPR
- Immo
- Preventiedienst en noodplanning
- Slimme projecten

## Bestuur
Haviland staat onder leiding van algemeen directeur Stephan Verwee. Van de 35 gemeenten zijn er slechts 15 die vertegenwoordigd zijn als effectief lid in de raad van bestuur, die onder leiding staat van voorzitter Walter De Donder. Er worden jaarlijks twee algemene vergaderingen gehouden, in juni en december.

## Westgroenewoud
Haviland is eigenaar van onder andere landbouwgronden in het landelijke Westrode (deelgemeente van Meise), waarvoor de afdeling van Natuurpunt in 2021 het project voorstelde om er het Westgroenewoud aan te leggen. 